# Kyvné rameno

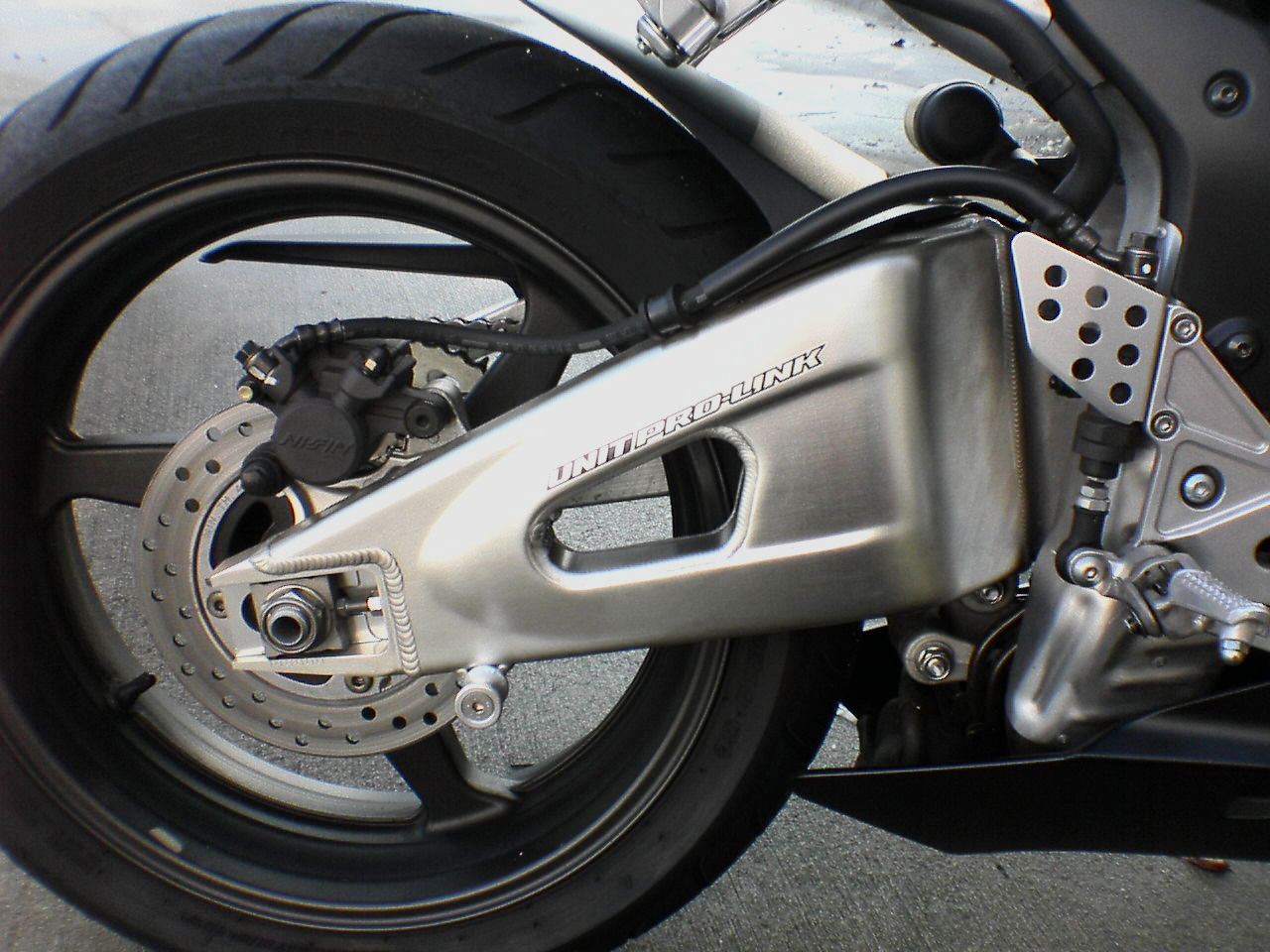
Kyvné rameno použité u motocyklu značky Honda

Kyvné rameno je konstrukční prvek u náprav s nezávislým zavěšením kol:
- kyvadlová náprava
- kyvadlová úhlová náprava
- lichoběžníková náprava
- náprava McPherson
- víceprvková náprava